# 楼光来
楼光来（1895年—1960年），字昌泰，号石庵，男，浙江嵊县人，中国英语语言学家，曾任曾任东南大学、南开大学、清华大学、中央大学教授，中华民国教育部部聘教授。